# 塔爾曼山脈
塔爾曼山脈（英語：Thälmann Mountains）是南極洲的山脈，位於毛德皇后地的瑪塔公主海岸，處於弗洛格肯冰川和韋斯特雷斯科韋冰川之間，屬於穆利格-霍夫曼山脈的一部分，現時由南極條約體系管理。